# Kliplev Sogn
Kliplev Sogn (deutsch Klipleff) ist ein Kirchspiel in Nordschleswig im Süden Dänemarks. Bis 1970 gehörte es zur Harde Lundtoft Herred im Åbenrå-Sønderborg Amt, danach zur Lundtoft Kommune in Sønderjyllands Amt. Seit 2007 gehört Kliplev Sogn zur Aabenraa Kommune, Region Syddanmark. Im Kirchspiel wohnen 2.232 Einwohner, davon in Kliplev 1.247, in Bjerndrup weniger als 200 und in Søgård 308 (Stand 1. Januar 2023).

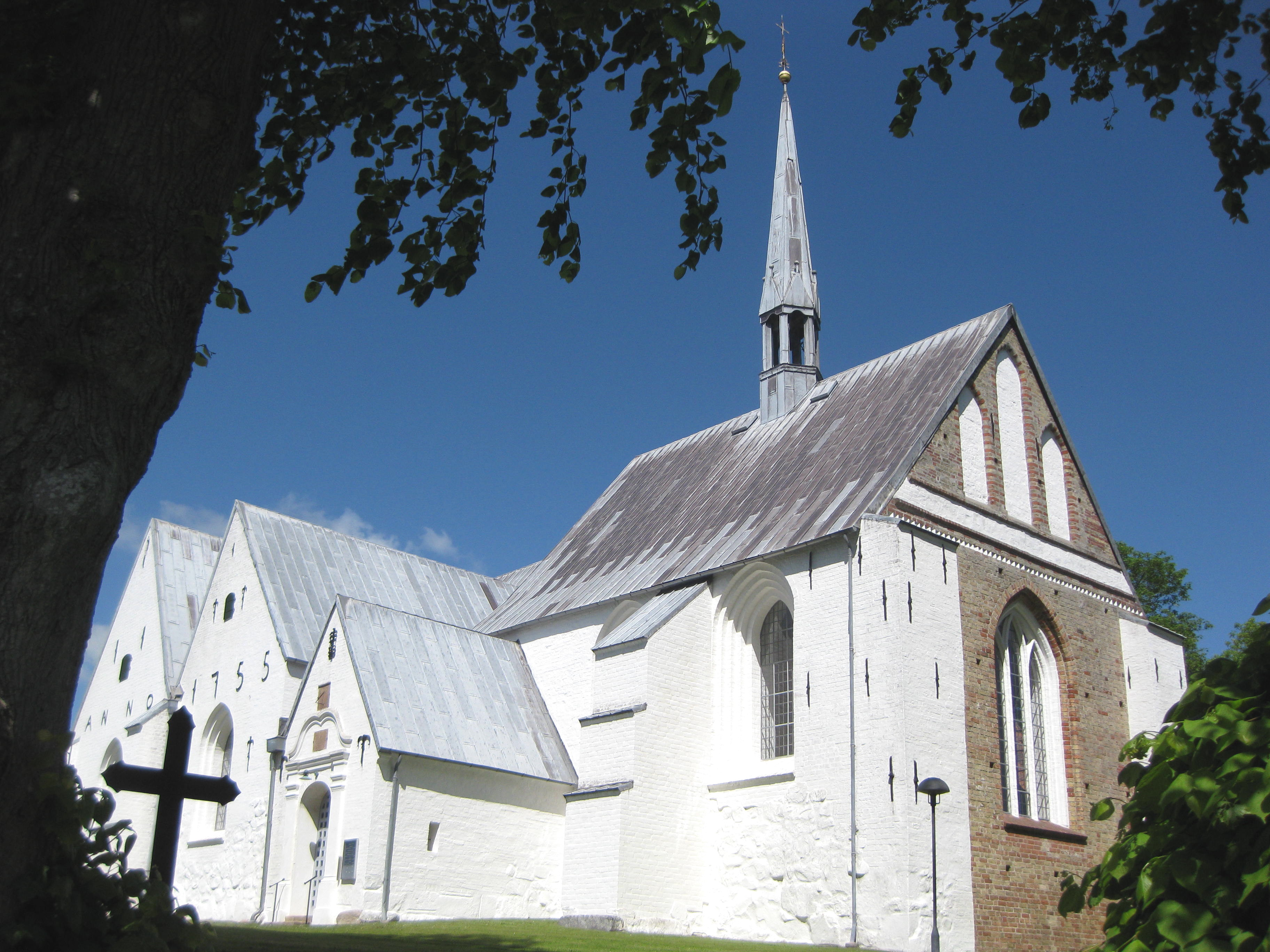
Vor Frelser Kirke

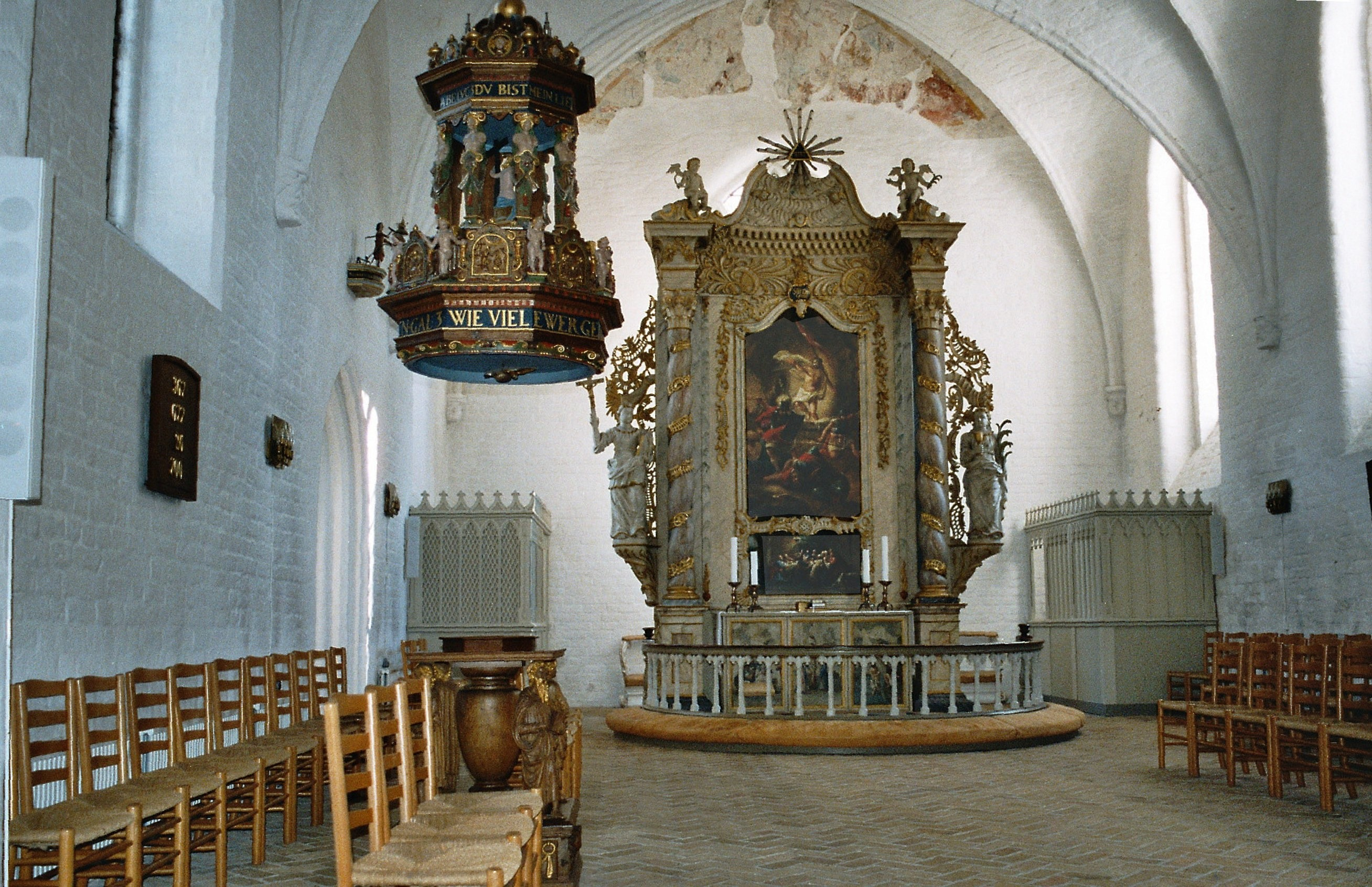
Altar der Vor Frelser Kirke in Kliplev

Den Mittelpunkt von Kliplev Sogn bildet Kliplevs gotische Erlöserkirche (Vor Frelser) von 1450. Die ehemalige Wallfahrtskirche beeindruckt mit einer für nordische Verhältnisse üppigen barocken Ausstattung, zahlreichen Kapellen und einem weithin sichtbaren Dachreiter.

## Gemeindegebiet
Das in Ost-West-Richtung ausgedehnte Kirchspiel grenzt im Norden an Uge Sogn (dt. Uk), Ensted Sogn (dt. Enstedt) und Felsted Sogn (dt. Feldstedt), im Osten an Kværs Sogn (dt. Quars), im Süden an Holbøl Sogn (dt. Holebüll) und im Südwesten an Tinglev Sogn (dt. Tingleff). 

## Geschichte
Im Mittelalter gehörte Kliplev zur Lundtoftharde, die im Erdbuch König Valdemars II. von 1231 nach Kliplev benannt wurde. Kliplevs Kirche war ein wichtiger Wallfahrtsort unweit des Ochsenweges. Der Rechts- und Administrationsbezirk wurde von der landesherrlichen Burg Søgaard (Seegard) aus verwaltet. Diese geriet im 14. Jahrhundert jedoch in adlige Hände und konnte vom Herzog bzw. König nicht mehr eingelöst werden. Søgaard bildete fortan das größte adlige Gut im Herzogtum Schleswig, und mehrere seiner Besitzer fungierten als königliche Statthalter in Schleswig und Holstein. Das ganze Kirchspiel Kliplev unterstand dem Gut. 1722 war es mit dem Großbetrieb jedoch vorbei, als Søgaard in Konkurs ging. Hauptsitz der Gutsherren war zuletzt allerdings nicht mehr Søgaard, sondern Gråsten (dt. Gravenstein) im östlichen Teil des Komplexes. Die einzelnen Haupt- und Meierhöfe wurden bis 1725 an verschiedene Adlige verkauft, darunter Gråsten an den Herzog von Augustenborg. Søgaard war fortan nur noch ein relativ kleines Gut. Im Kirchspiel Kliplev machte sich zudem Årtoft (dt. Ahretoft) als eigenes Gut wieder selbständig.
Als die adligen Güter 1853 ihre administrative Selbständigkeit verloren und fortan nur noch Landgemeinden waren, wurde die alte Lundtoftharde wiederhergestellt. Kliplev unterstand fortan wieder nur einer landesherrlichen Jurisdiktion, die ihrerseits dem Amt Apenrade unterstellt wurde.
Der Krieg zwischen Dänemark und den deutschen Großmächten führte 1867 zum Anschluss des Herzogtums Schleswig an Preußen. Die vier Landgemeinden kamen zum neuen Kreis Apenrade, der fast mit dem alten Amt identisch war.
Bei der Volksabstimmung 1920 gab es in Kliplev eine dänische Mehrheit. Fortan bildete das Kirchspiel Kliplev eine einheitliche Gemeinde im neu strukturierten dänischen Aabenraa Amt.
1970 wurde Kliplev mit Felsted und Varnæs zur neuen Kommune Lundtoft zusammengelegt. Der Name spielt auf den alten Hardesmittelpunkt im Kirchspiel Kliplev an, der jedoch nicht an Bedeutung gewann. Das Rathaus wurde nach Felsted gelegt. 2007 wurde Kliplev Teil der Großkommune Aabenraa, die mit allerdings stark veränderten Grenzen an Größe dem alten Amt Apenrade gleichkommt.

## Sehenswürdigkeiten
Der Seegaarder See (Søgaard Sø) hat den Ruf, der schönste See in Nordschleswig zu sein. Er ist zum großen Teil zugänglich, das nordöstliche Ufer ist jedoch Sperrgebiet der Kaserne Søgaard.